# Émile Sacré (zeiler)
Émile Sacré was een Frans zeiler.
Sacré won tijdens de Olympische Zomerspelen 1900 de gouden medaille in de 0-½ ton klasse.

## Olympische Zomerspelen
| Jaar | Plaats | Resultaten                           |
| ---- | ------ | ------------------------------------ |
| 1900 | Parijs | 0-½ ton wedstrijd 2 · 4e open klasse |